# Głogów Małopolski
Głogów Małopolski [ˈɡwɔɡuf mawɔˈpɔlskʲi] este un oraș din județul Rzeszów (powiat rzeszowski), Voievodatul Subcarpatia, Polonia. La 31 decembrie 2008, a avut o populație de 5.325 de locuitori. A fost fondat la 22 aprilie 1570.

## Geografie
Głogów Małopolski se află în partea de sud a bazinului Sandomierz⁠(d) și aparține, din punct de vedere istoric, de provincia Polonia Mică. De la înființarea sa și până la împărțirile Poloniei, orașul a făcut parte din Voievodatul Sandomierz. 
În 1772 - 1918, a aparținut provinciei austriece Galiția. 
Distanța până la Rzeszów este de 12 kilometri (7 mi). Orașul este deservit de sistemul de transport municipal din Rzeszow, are și o gară, cu legături către Rzeszow, Stalowa Wola și Lublin. În plus, Głogów se află de-a lungul Drumului Național Nr. 9, care face parte din drumul european E371. Traficul rutier ocolește în prezent centrul orașului, din cauza unei șosele de centură de 5 kilometri (3 mi), care a fost deschisă în 2005.

## Istorie

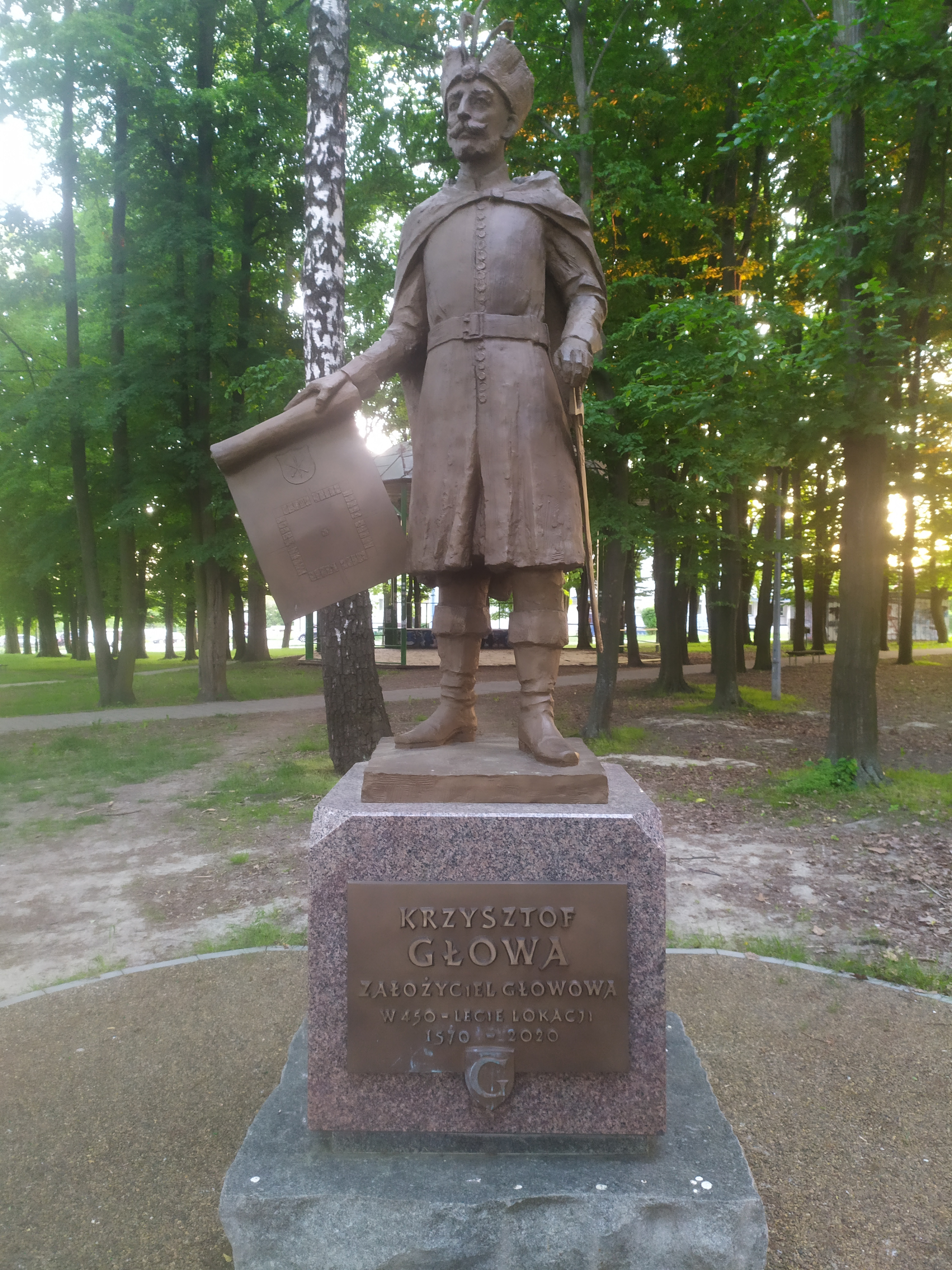
Monumentul lui Krzysztof Głowa, fondatorul orașului

Istoria orașului Głogów a început la 22 aprilie 1570, când un nobil local, Krzysztof Głowa din Nowosielce (din familia Jelita⁠(d)), a emis un document prin care urma să se întemeieze un oraș nou numit Głowów într-o pădure de-a lungul unei rute comerciale către Sandomierz. Conform planurilor lui Glowa, orașul urma să devină un centru urban ideal renascentist, care să concureze cu Rzeszow din apropiere. Arhitecții, angajați de Glowa, au proiectat o piață mare (de 168 x 168 metri), cu terenuri pentru 40 de case. Mai mult, au fost construite parcele speciale pentru grădini, biserică, rectorat, băi, spital, moară, berărie și un Folwark⁠(d). Conform planurilor originale, Głowów urma să aibă 200 de case, ai căror rezidenți urmau să fie scutiți de taxe timp de 20 de ani. Erau planificate două târguri pe an, piețele erau deschise în fiecare marți, iar locuitorilor li se permitea să-și producă propria bere. Forma guvernului municipal și a curții s-a bazat pe legea orașului privind drepturile Magdeburg.
După moartea lui Krzysztof Glowa, orașul a aparținut castelanului de Sandomierz Mikolaj Spytko Ligeza din Bobrek (din familia Polkozic⁠(d)). Noul proprietar a confirmat toate privilegiile, acordând altele noi. Ligeza a întemeiat o biserică parohială din lemn cu clopotniță (1630), un spital pentru săraci și o primărie din lemn (1636). După un raid al tătarilor din Crimeea (1624), orașul a fost înconjurat de un meterez protector cu mai multe turnuri, ale căror urme sunt încă vizibile în unele locuri. Mikolaj Ligeza a murit în 1637, iar după moartea sa, Głowów, împreună cu Rzeszów și Sędziszów Małopolski au fost cucerite de familia Zaslawski. Curând după aceea, a trecut în mâinile familiei Lubomirski⁠(d), care a deținut-o timp de 150 de ani, și și-a schimbat numele în Głogów.
Orașul a fost incendiat de soldații lui Gheorghe Rákóczi al II-lea, în timpul invaziei suedeze a Poloniei. A fost din nou jefuit și distrus în timpul Marelui Război al Nordului. 
În anul 1725, Urszula Lubomirska a construit un mic palat, împreună cu o grădină întinsă.
În anul 1766, a fost construită o nouă biserică cu o mănăstire, împreună cu o primărie (mânăstirea a ars în 1803).
Głogów a prosperat în a doua jumătate a secolului al XVIII-lea. Până în 1772 (vezi Împărțirile Poloniei) a aparținut Voievodatului Sandomierz din provincia Polonia Mică, iar între 1772 - 1918, a făcut parte din provincia austriacă Galiția. Orașul a fost renumit în regiune pentru târgurile sale.
În secolul al XIX-lea, Głogów a rămas un centru local de comerț și administrație, cu o curte, un oficiu poștal, un notar public, o farmacie și o școală. Locuitorii orașului au susținut activ mișcările patriotice, unii dintre ei s-au alăturat Revoltei din Noiembrie și Insurecției din Ianuarie, care au avut loc în Polonia Congresului aflată sub control țarist. Majoritatea clădirilor erau din lemn, ceea ce a dus la incendii frecvente. Pentru a preveni alte incendii, în 1878 a fost creată o secție de pompieri voluntari. În 1903, aici a fost deschis biroul local al Asociației de gimnastică Sokol, iar membrii acesteia s-au alăturat ulterior Legiunilor Poloneze create de Józef Piłsudski.
În A Doua Republică Poloneză, Głogów a aparținut de Voievodatul Lwow⁠(d), iar la sfârșitul anilor 1930, odată cu Zona Industrială Centrală⁠(d), importanța orașului a fost redusă în detrimentul lui Rzeszow, în creștere rapidă. Ca urmare, Głogów s-a transformat într-un oraș de navetiști către Rzeszow.

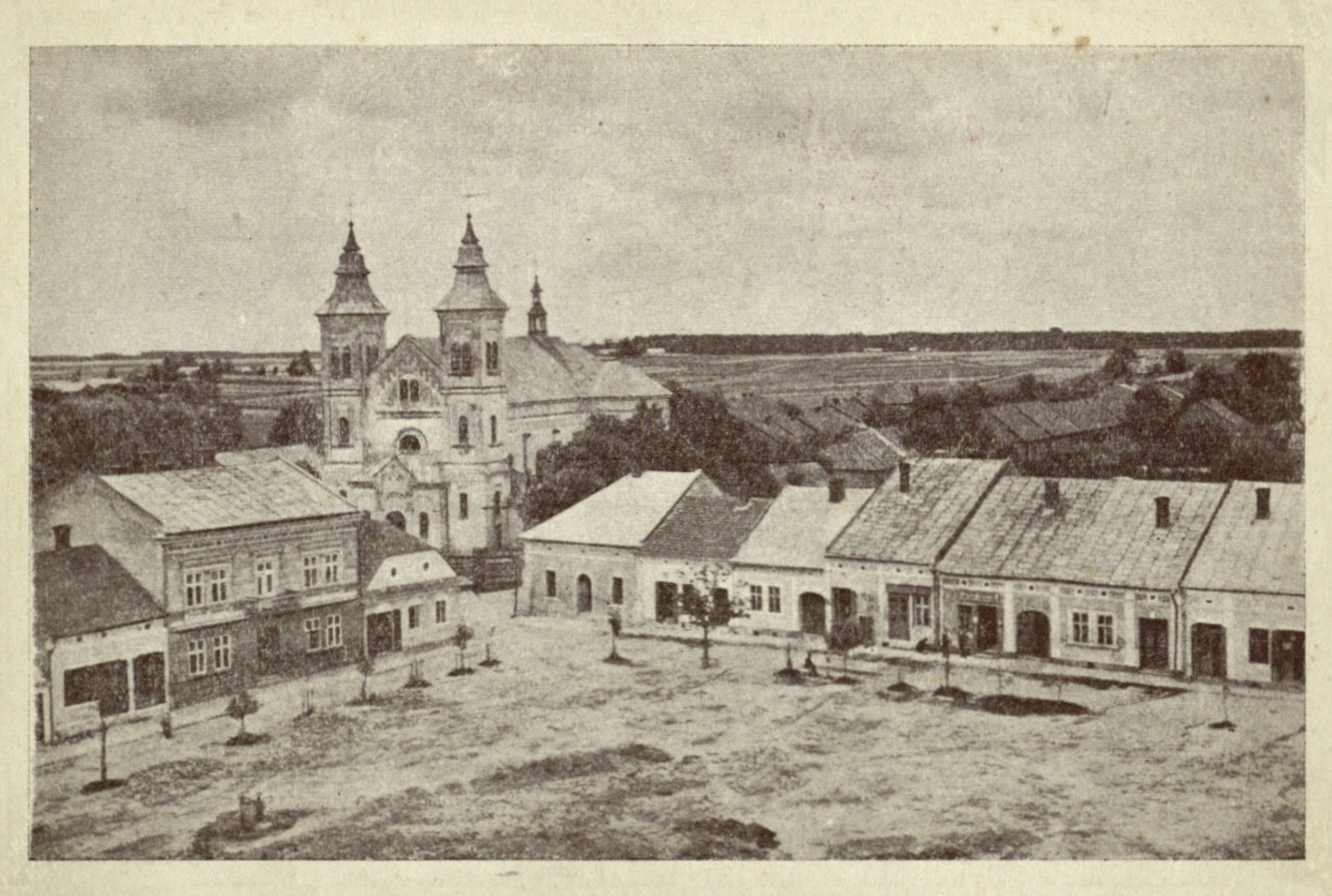
Vedere de la începutul secolului al XX-lea asupra orașului

În timpul celui de-Al Doilea Război Mondial, populația evreiască locală a fost exterminată de germani în Holocaust. Aproximativ 5.000 de oameni, atât polonezi, cât și evrei polonezi, au fost uciși într-o pădure, situată între Głogów și Rzeszow. În noaptea de 22/23 februarie, orașul a fost recucerit de o unitate locală a Armiei Ludowa, iar într-o luptă, primăria a fost incendiată. Ca represalii, Gestapo-ul a împușcat ulterior șase ostatici. Orașul a fost cucerit de Armata Roșie la 30 iulie 1944.
La scurt timp după război, când vechiul oraș din Silezia, Głogów, a devenit din nou parte a Poloniei, adjectivul „Małopolski” (în poloneză cu sensul de: mai mic) a fost adăugat la numele orașului, pentru a-l deosebi de orașul mai mare din Silezia. În 1950, electrificarea orașului a fost finalizată, iar în 1960, în Głogów Małopolski a fost inaugurată o cale ferată spre Rzeszow.

## Sate
- Zabajka⁠(d)

De la 1 ianuarie 2020, Zabajka a devenit parte a orașului Głogów Małopolski. Se află la aproximativ 3 kilometri (2 mile) sud-vest de Głogów Małopolski și la 14 km (9 mile) nord de capitala regională Rzeszów.